# 383 a. C.
El año 383 a. C. fue un año del calendario romano prejuliano. En el Imperio romano se conocía como el Año del Tribunado de Poplícola, Capitolino, Rufo, Flavo, Mamercino y Trebonio (o menos frecuentemente, año 371 Ab urbe condita).

## Acontecimientos

### Grecia
- El rey Amintas III de Macedonia, forma una alianza temporal con la Liga Calcídica. Esparta, cuya política es mantener a los griegos desunidos, envía una expedición hacia el norte para romper la Liga Calcídica, una confederación de ciudades de la península Calcídica, al este de Macedonia.
- El comandante espartano, Febidas, que está pasando en su campaña por Beocia, se aprovecha de la lucha civil dentro de Tebas para poder entrar en la ciudad con sus tropas. Una vez dentro, toma la Cadmea (la ciudadela de Tebas), y fuerza al partido antiespartano a huir de la ciudad. El gobierno de Tebas se pone en manos del partido proespartano, apoyado por una guarnición espartana en la Cadmea. Muchos de los líderes precedentes de Tebas son expulsados al exilio. Epaminondas, aunque asociado a la facción antiespartana, pudo quedarse.

### Asia
- El segundo concilio budista es convocado por el rey Kalasoka, se lleva a cabo en Vaisali.

## Ciencia y tecnología
- Se introduce el ciclo lunar de 19 años en el calendario babilonio.

- Datos: Q228279